# 易感个体
易感个体（英語：susceptible individual）在流行病学中是指人群中容易感染疾病或暴露于致病因子下但不能服用某些特定药物（如抗生素）的个体。

## 概說
易感个体在暴露于野毒株或接种相应的疫苗后无法产生免疫力。只要个体拥有对抗特定抗原的抗体，即便他们自身不产生抗体，也不被视作易感个体（如不到六个月大的婴儿仍旧拥有通过胎盘或初乳得到的母亲的抗体，或近期注射过抗体的成人）。不过当抗体消失后，这些个体很快会变为易感状态。
某些个体可能会对某种特定传染病有自然抵抗力。但除了特殊情况外，这些个体只占人群的一小部分，因而可在传染病模型中忽略。
易感个体在人群中的比例通常被记作S。在人口呈矩形分布的情况下，S可通过下式估算：
{\displaystyle {S}={\frac {A}{L}}}
其中，A表示感染疾病人群的平均年龄，L表示人口的平均期望寿命。